# Mónica Alario Gavilán
Mónica Alario Gavilán (Madrid, 1991) es una investigadora y filósofa española experta en violencia sexual y pornografía.

## Biografía
Alario es licenciada en Filosofía por la Universidad Complutense de Madrid y máster en Estudios Interdisciplinares de Género. Doctora internacional en Estudios Interdisciplinares y de Género, elaboró su tesis doctoral con una investigación desarrollada entre 2015 y 2020 y dirigida por la filósofa feminista Ana de Miguel en la Universidad Rey Juan Carlos, La reproducción de la violencia sexual en las sociedades formalmente igualitarias: un análisis filosófico de la cultura de la violación actual a través de los discursos y el imaginario de la pornografía que le valió el Primer Premio de la Delegación de Gobierno contra la violencia de género en 2020.
Ha publicado diversos artículos y ha colaborado en diversas investigaciones sobre violencia sexual, pornografía y prostitución. 
En 2020 participó como investigadora en el Estudio sobre la prostitución, la trata y la explotación sexual en las Islas Baleares impulsado por el Instituto Balear de la Mujer
En mayo de 2022 tras afirmar en una intervención en el Telediario de TVE que existía "una vinculación clarísima entre la pornografía que están consumiendo los adolescentes y la violencia sexual en grupo" fue víctima de acoso en las redes sociales.

## Violencia sexual y pornografía
Alario denuncia que la pornografía se ha convertido en la educación sexual para las nuevas generaciones  y que este tipo de aprendizaje incide en la reproducción de la violencia sexual contra las mujeres por medio de la construcción del deseo sexual de los hombres.

## Premios
- 2020 Primer Premio de la Delegación de Gobierno contra la violencia de género a tesis de doctorado sobre violencia contra la mujer.[9]
- 2024 Premio Comadre de Oro, otorgado por la Tertulia Feminista les Comadres, por su valiente, brillante e innovadora investigación sobre la pornografía, una próspera industria construida sobre la violencia contra las mujeres y las niñas que funciona como escuela de desigualdad entre mujeres y hombres.

## Publicaciones
- Política sexual de la pornografía: Sexo, desigualdad, violencia (2021) Colección Feminismos. Editorial Cátedra ISBN-10 :  8437643325
- Pornografía en un patriarcado neoliberal: ¿una cuestión de deseos individuales? en el libro Elementos para una teoría crítica del sistema prostitucional, dirigido por Ana de Miguel y Laura Nuño.
- Pornografía en el libro Breve diccionario de feminismo, editado por Rosa Cobo y Beatriz Ranea
- Discursos sobre sexualidad y violencia hasta la actualidad (Tesis doctoral Tomo I) La reproducción de la violencia sexual en las sociedades formalmente igualitarias: Un análisis filosófico de la cultura de la violación actual a través de los discursos y el imaginario de la pornografía  Ministerio de Igualdad. Centro de Publicaciones
- La reproducción de la violencia sexual en sociedades patriarcales formalmente igualitarias en la actualidad (Tesis doctoral Tomo II) Ministerio de Igualdad. Centro de Publicaciones

### Artículos
- La influencia del imaginario de la pornografía hegemónica en la construcción del deseo sexual masculino prostituyente: un análisis de la demanda de prostitución (2018) Asparkía. Investigació feminista, 2018, no 33, p. 61-79
- “La sentencia de La Manada: masculinidad hegemónica y pornografía”, publicado en Geoviolenciasexual.